# Агент Коді Бенкс 2: Пункт призначення — Лондон
«Агент Коді Бенкс 2: Пункт призначення — Лондон» — кінофільм режисера Кевіна Аллена, що вийшов на екрани в 2004.

## Зміст
Звичайний сіеттловскій тінейджер Коді Бенкс, за сумісництвом молодший секретний агент ЦРУ, знову повинен рятувати батьківщину. Цього разу він відправляється до Лондона. За легендою він — студент, що приїхав вчитися по обміну. Однак його головна задача — знайти вкрадений секретний пристрій, що дозволяє управляти свідомістю інших людей. Але в ході операції Бенкс розуміє, що його «операція» — це прикриття великої афери, в якій замішано його начальство.

## Ролі
| Актор            | Роль |
| ---------------- | ---- |
| Френкі Муніз     | -    |
| Ентоні Андерсон  | -    |
| Ханна Спіррітт   | -    |
| Синтія Стівенсон | -    |
| Деніел Робак     | -    |
| Анна Ченселлор   | -    |
| Кіт Аллен        | -    |
| Джеймс Фолкнер   | -    |
| Девід Келлі      | -    |
| Кіт Девід        | -    |
| Сантьяго Сегура  | -    |

## Знімальна група
- Режисер — Кевін Аллен
- Сценарист — Дон Раймер, Джеффрі Юргенсен, Харольд Цварт
- Продюсер — Девід Глассер, Девід Никсей, Гай Озері
- Композитор — Марк Томас